# Guizhou Cultural Plaza Orchid Tower
La Guizhou Cultural Plaza Tower est un gratte-ciel en projet à Guiyang, en Chine. Conçu par l'agence américaine Skidmore, Owings and Merrill, il devrait atteindre 521 mètres de hauteur.